# نيكولاي مورافيوف-كارسكي
نيكولاي نيكولايفيتش مورافيوف-كارسكي (بالروسية: Николай Николаевич Муравьёв-Карский) ـ (14 يوليو 1794 ـ 23 أكتوبر 1866) هو ضابط وقائد بالجيش القيصري الروسي، ينتمي إلى أسرة مورافيوف ذات النفوذ في العصر القيصري.

## حياته العسكرية
برز مورافيوف في معركة وارسو التي جرت أحداثها أثناء ثورة نوفمبر، وتبوأ عدة مواقع قيادية كان أبرزها قيادته للقوات الروسية في حصار قارص أثناء حرب القرم، وهو الحصار الذي امتد من يونيو إلى نوفمبر 1855 وانتهى باقتحامه المدينة المحاصرة في 28 نوفمبر 1855، وهو ما دفع القيصر إلى مكافأته بإضافة اسم «كارسكي» إلى اسم عائلته.